# Patinação artística nos Jogos Olímpicos de Inverno de 1976
Resultados das competições de patinação artística nos Jogos Olímpicos de Inverno de 1976 realizadas em Innsbruck, Áustria.

## Medalhistas
| Evento                        | Ouro                                                      | Prata                                              | Bronze                                           |
| ----------------------------- | --------------------------------------------------------- | -------------------------------------------------- | ------------------------------------------------ |
| Individual masculino detalhes | John Curry GBR Grã-Bretanha                               | Vladimir Kovalyov URS União Soviética              | Toller Cranston CAN Canadá                       |
| Individual feminino detalhes  | Dorothy Hamill USA Estados Unidos                         | Dianne de Leeuw NED Países Baixos                  | Christine Errath GDR Alemanha Oriental           |
| Duplas detalhes               | Irina Rodnina Alexander Zaitsev URS União Soviética       | Romy Kermer Rolf Österreich GDR Alemanha Oriental  | Manuela Groß Uwe Kagelmann GDR Alemanha Oriental |
| Dança no gelo detalhes        | Lyudmila Pakhomova Aleksandr Gorshkov URS União Soviética | Irina Moisyeva Andrey Minenkov URS União Soviética | Colleen O'Connor James Millns USA Estados Unidos |

## Quadro de medalhas
| Ordem | País                  | Medalha de ouro | Medalha de prata | Medalha de bronze |   | Ordem por total |
| ----- | --------------------- | --------------- | ---------------- | ----------------- | - | --------------- |
| 1     | URS União Soviética   | 2               | 2                |                   | 4 | 1               |
| 2     | USA Estados Unidos    | 1               |                  | 1                 | 2 | 3               |
| 3     | GBR Grã-Bretanha      | 1               |                  |                   | 1 | 4               |
| 4     | GDR Alemanha Oriental |                 | 1                | 2                 | 3 | 2               |
| 5     | NED Países Baixos     |                 | 1                |                   | 1 | 4               |
| 6     | CAN Canadá            |                 |                  | 1                 | 1 | 4               |